# 黃海 (作家)
黄海（1943年—），本名黃炳煌 ，生於台中市，台灣作家，通过文字获得多项奖项。

## 生平
土生土長於台中，童年成長於母親的故鄉大甲，父籍江西，抗日戰爭前即來台，護照稱為支那華僑，可以說是「唐山最後的移民」；228事變後入籍台灣。黃海國立臺灣師範大學歷史學系畢業。曾任僑聯總會總幹事（僑訊半月刊主編）、兼任兒童月刊主編、科學兒童周刊主編。聯合報編輯退休；之後兼任靜宜大學、世新大學「台灣文學」「科幻文學」講師，東吳大學「科幻與現代文明」講座；多次擔任倪匡科幻獎、U19科幻小小說獎、教育部文藝創作獎等決審委員。黃海自詡為文學苦行僧，從事文學創作數十年，作品涵蓋成人文學與兒童文學、科幻文學與傳統文學的領域，創作和理論兼具，文學足跡也跨越兩岸。他是台灣科幻小說史的主幹（見黃瑞田碩士論文結語），臺灣少兒科幻的開創者（見王洛夫《文訊》和碩士論文），對台灣科幻文學史料的建構和相關科幻理論的闡述，提出兩部重要論述台灣科幻文學薪火錄、科幻文學解構。他也是唯一以科幻作品獲得國家文藝獎（舊制）、中山文藝獎的作家。〈銀河迷航記〉曾改編中廣廣播劇，〈機器人掉眼淚〉公視改拍電視劇。科幻極短篇〈穿越地球〉〈深藍的憂鬰〉〈替代死刑〉列入國小和國中教科書，長篇文學小說《百年虎》透視台灣百年歷史和社會變遷，也探討了兩岸關係。

## 獲獎＆入選
- 救國團全國社會優秀青年文藝作家獎（1969年）蔣經國頒發
- 中國文藝協會的中國文藝獎章小說創作獎（1982年）
- 洪建全兒童文學獎（1984年）《奇異的航行》洪建全基金會出版
- 新聞局中小學優良讀物推薦；包括1985《嫦娥城》、1996《誰是機器人》、1989《大鼻國歷險記》、1984《奇異的航行》、2004《千年烽火奇幻遊》、1994《秦始皇到台灣神祕事件》、1987《機器人風波》、1988《地球逃亡》。
- 中山文藝獎（1986年）《嫦娥城》兒童科幻小小說，聯經出版（1985年）
- 東方少年小說獎（1988年）《地球逃亡》少年科幻小說
- 國家文藝獎 1988年，（舊制）第十四屆；1989年青年節頒發，作品《 大鼻國歷險記》科幻童話，1988洪建全基金會出版，後改由民生報出版
- 首屆海峽兩岸中華兒童文學獎:（1989年）〈第三只腳的味道〉科幻童話;（台灣）小鷹日報舉辦，與大陸的中國兒童、我們愛科學、少年文藝、小朋友、少年科技七家合辦，作品收入郭大森主編國最佳童話1949-1989》北方婦女兒童出版社出版；臺灣的九歌出版社出版的《時間魔術師》科幻小小說集收入
- 中華兒童文學獎（第二屆，1989年）《航向未來》少年科幻小說，富春出版，（1989年）
- 中山文藝獎 （1995年）《尋找陽光的旅程》傳記散文，九歌關係企業─健行出版（1994年4月）
- 大墩文學獎散文獎二獎（台中市文化局，2005年）＜父親的神祕文物＞
- 《台湾文学读本》，台中县国国民中小学读本，黄海的〈机器人掉眼泪〉、〈第三只脚的味道〉入选。2001年6月台中县文化局出版
- 2005《九十三年童話選》黃秋芳主編，收入黃海〈天空通士的傳說〉，九歌出版社
- 2005《中國年度最佳科幻小說》，星河，王逢振主編，漓江出版社出版，選入黃海小說〈天梯〉
- 2006《中國最佳科幻小說集》，吳岩主編，四川人民出版出版；選入黃海〈科幻與兒童文學的迷思〉附論。
- 2014《中國年度最佳科幻小說》，星河，王逢振主編，漓江出版社出版（2015年1月），選入黃海小說〈出賣牛車輪的人〉，小說發表於《新科幻》雜誌
- 2015《中國年度最佳科幻小說》，星河，王逢振主編，漓江出版社出版（2016年1月），選入黃海小說〈鳳凰湼盤槃〉小說發表於台灣《幼獅文藝》月刊
- 2015《幼獅文藝類型文學徵文》幼獅文藝740期8月號，黃海〈鳳凰湼槃〉
- 2015《幼獅文藝類型文學徵文》幼獅文藝741期9月號，黃海〈河圖公主〉
- 首屆（2010）全球華語科幻《星雲獎》最佳科幻評論獎金獎＜尋找「幻」氏家族的榮耀＞學術論文，靜宜大學人文社會學院出版（成都，2010年8月大會頒發）
- 第三屆（2012）全球華語科幻《星雲獎》最佳科幻短篇小說獎銀獎，〈時間畫廊〉，成都大會頒發。
- 第五屆（2014）全球華語科幻《星雲獎》最佳科幻評論獎金獎《科幻文學解構》，國家文藝基金會贊助出版。( 北京，2014年11月科幻嘉年華頒發）
- 第六屆（2015）全球華語科幻《星雲獎》最佳少兒圖書獎銀獎，《納米魔幻兵團》少兒科幻小說，希望出版社（山西，太原/科幻嘉年華頒發）
- 2016年4月，台中文化局《我的初書時代》選入介紹黃海第一本書《奔濤》路寒袖（王志誠）主編。
- 第八屆（2017）全球華語科幻《星雲獎》最佳科幻短篇銀獎，〈躁鬰宇宙〉（發表《科幻立方》雜誌）；北京/宋慶齡青少年科技文化中心〈未來劇院〉11月19日嘉年華頒發。
- 2018年4月，九歌《兒童文學讀本》選入黃海〈玻璃獅子〉童話，主編徐錦成。
- 第九屆（2018）全球華語科幻《星雲獎》最佳科幻短篇銀獎，〈哭泣的心臟〉（發表大陸2017年11月《科幻立方》、2018年９月台灣《鹽分地帶文學》，於11月３日重慶霧都飯店頒發星雲獎獎碑獎狀。
- 第九屆（2018）全球華語科幻《星雲獎》最佳少兒科幻中篇小說銀獎，〈冰凍地球〉（2017年８月希望出版社出版》，於2018年11月３日重慶霧都飯店頒發星雲獎獎碑獎狀。
- 第九屆（2018）全球華語科幻《星雲獎》最佳少兒篇銀獎，〈三顆月亮照地球〉與林茵、山鷹、邱傑合著之接力童話（201８年５月《科普創作》刊登，同月台灣國語日報刊登，於11月３日重慶霧都飯店頒發星雲獎獎碑獎狀。
- 2019 文化部第41屆〈中小學讀物選介〉《 宇宙密碼——25篇星球科幻童話》，本書獲國家文化藝術基金會創作補助，字畝出版社2018出版
- 2020年7月（日本）株式會社新紀元社《現代中華SF傑作選》選入黃海〈躁鬰宇宙〉短篇小說一萬五千字，立原透耶主編。
- 2021年《百年中國科幻小說精品賞欣》5大卷，從中國百年歷史長河中的科幻作品梳理，遴選55部中國原創科幻小說精品，然後在細讀文本的基礎上對入選作家作品進行深度賞析。黃海〈銀河迷航記〉入選，北京科普出版社出版，王衛英、姚義賢主編。

## 作品

### 科幻小說
- 1969年12月《一０一０一年》科幻小說集  僑聯出版社
- 1972年12月《新世紀之旅》科幻小說集
- 1979年10 月《銀河迷航記》科幻小說集  照明出版社
- 1980年8月 《天外異鄉人》科幻小說集  照明出版社
- 1984年4 月《偷腦計畫》短篇科幻小說集，皇冠出版
- 1984年5月《天堂鳥》長篇科幻小說集，時報文化出版
- 1984年8月《最後的樂園》長篇科幻小說，時報文化出版
- 1985年5月《第四類接觸》長篇科幻小說，皇冠出版
- 1985年6 月《星星的項練》短篇科幻小說集，皇冠出版
- 1987年6 月《鼠城記》長篇科幻小說，時報文化出版
- 2004年2月《永康街共和國》政治奇幻小說，九歌出版
- 2016年7月〈躁鬰宇宙〉科幻小說，發表大陸《科幻立方》雜誌，提名2018全球華語科幻星雲獎入圍，獲得銀獎
- 2017年11月〈哭泣的心臟〉科幻與文學小說，發表大陸《科幻立方》雜誌，提名2018全球華語科幻星雲獎入圍
- 2018年5月《歌麗美雅》長篇─反烏托邦小說，四川科技出版社
- 2021年12月《躁鬰宇宙》短篇科幻小說集，蓋亞出版社出版，收集近三十年的精選科幻創作21篇。
- 2023年12月《哭泣的心臟》黃海精選科幻小說集，蓋亞出版社。收集近三十年的精選科幻創作18篇。

### 論著
- 2004年1月〈中文科幻百年，文學迷思〉，發表於〈幼獅文藝〉。
- 2004年12月〈科幻小說往何處去〉本文係交大科幻研究中心2003年10月科幻術研究會議，黃海專題演講，寫成論文，交大出版文集。
- 2005年7月〈黃海科幻童話解構〉論述，靜宜大學「兒童文學與兒童語言」全國學術研討會，專題論述。
- 2009年1月〈幻想文學的通俗性─衛斯里的後設重構〉論述，中央大學人文學報。
- 2009年7月〈尋找幻氏家族的榮耀〉論述，第13屆「兒童文學與兒童語言」全國學術研討會，專題演講論文，靜宜大學人文暨社會科學院出版。
- 2007年1月《台灣科幻文學薪火錄1956-2005》論述，五南出版，大學用書
- 2014年5月《科幻文學解構》論述，18開 400頁，國家文藝基金會贊助出版，
- 2015年2月《白話科學》黃海序文〈科學如佳餚，科幻如美酒〉，張之傑著，開學文化出版
- 2016年8月〈永結童心的科幻文學〉，第十三屆亞洲兒童文學大會論文集收入，台東大學兒童文學研究所出版
- 2017年3月〈烏托邦五百年與科幻─從失落的地平線談起〉，新雨出版社出版《失落的地平線》導讀。
- 2017年4月30日〈科幻原形、西方科技的象徵─蠟翼人〉國語日報（周日）兒童文學版
- 2018年8月〈選擇的背後，渉及平行世界〉黃海序文，管家琪著《小雨的選擇》，四也出版公司出版；另外，北京《科普時報》2018年11月2日刊載，配合2018星雲獎11月3日重慶的頒獎活動。
- 2018年10月《無歧行》（林秀兒著）三部曲，黃海序:〈時空行者，輕快優雅的冒險史詩〉

### 少兒科幻作品
- 1984年9月《奇異的航行》中篇科幻，洪建全基金會出版，洪建全兒童文學獎少年小說首獎
- 1985年10月《嫦娥城》兒童科幻小小說，聯經出版，張麗雯繪圖，1986中山文藝獎
- 1987年5月《機器人風波》兒童中篇科幻，聯經出版，陳曉菁繪圖
- 1988年5月《大鼻國歷險記》科幻童話，洪建全基金會出版，王平繪圖（“奇異的航行”，“嫦娥城”，“大鼻國歷險記”，三書，其後改由民生報出版。 ）本書獲:國家文藝獎，1989年青年節頒獎。
- 1988年7月《地球逃亡》中篇少年科幻，東方出版社，蒙傑繪圖，本書獲 1988年東方少年科幻小說獎
- 1989年6月《航向未來》中篇科幻，富春出版，本書獲 1989年中華兒童文學獎
- 1990年6月《太空城的孫悟空》兒童科幻小小說，南昌：21世紀出版社
- 1990年6月《奇異的航行》中篇科幻，南昌：21世紀出版社，蒙傑繪圖
- 1991年2月《時間魔術師》兒童科幻小小說，九歌出版，陳曉菁繪圖
- 1992年6月《夢迴鐵砧山下》，台中縣立文化心，內含散文集
- 1992年6月《地球逃亡》，合肥，安徽少兒出版社
- 1994年4月《秦始皇到台灣神秘事件》少年奇幻小說，天衛出版
- 1996年2月《誰是機器人》兒童科幻小小說，國語日報
- 1996年4月《動物天堂》，國語日報連載4個月。
- 2004年6月《千年烽火奇幻遊》少年科幻奇幻小說，國語日報
- 2006年10月《黃海童話》九歌出版社
- 2008年6月9日起連載四個月《 宇宙大霹靂》國語日報
- 2010年8月《地球逃亡》少年科幻，遼寧少年兒童出版社（完全典藏版〈中外科幻名著〉）
- 2014年8月《奈米魔幻兵團》山西太原，希望出版社
- 2017年8月《冰凍的地球》山西太原，希望出版社
- 2018年12月《宇宙密碼》字畝出版社，少兒科幻童話
- 2023年10月《AI家族與太空城》武漢，長江少兒出版社，科幻童話，

### 純文學創作
- 1964年10月《奔濤》短篇小說集，野風出版社
- 1968年2月《大火‧在高山上》，短篇小說集，商務印書館
- 1968年6月《通往天外的梯》短篇小說集，僑聯出版社
- 1976年10 月《迷霧征塵》自傳式散文集，水芙蓉出版社
- 1980年10 月《人在宇宙中》雜文、短論等80篇，水芙蓉出版社
- 1982年8月《悲歡歲月》短篇小說集，水芙蓉出版社
- 1992年6月《夢迴鐵砧山下》，台中縣立文化心，散文集
- 1993年3月《百年虎》臺灣文學長篇小說創作，遠流出版公司
- 1994年4 月《尋找陽光的旅程》自傳式散文，健行出版社
- 2004年2 月《永康街共和國》政治奇幻小說，九歌出版社
- 2006年10月《黃海童話》科幻童話，九歌出版社
- 2009年11月《山城》短篇小說集，台中市文化局
- 2014年10月《聆聽時光散文集》新北市政府出版，25開，201頁
- 2016年6月30日〈鴨母王奇幻之旅〉鹽分地帶文學雙月刊，25開，台南市政府文化局
- 2018年9月30日〈哭泣的心臟〉短篇小說，鹽分地帶文學雙月刊，25開，台南市政府文化局

### 教科書＆教材
- 《臺灣文學讀本》，作為台中縣國國民中小學的讀本，黃海的〈機器人掉眼淚〉、〈第三只腳的味道〉入選。2001年6月台中縣文化局編，2001
- 〈穿越地球〉兒童科幻小小說，收入國小五年下期教科書（南一書局版），本文原發表於聯合報成人版，之後收入《嫦娥城》兒童科幻小小說選（聯經出版/張麗雯圖），1986獲中山文藝獎。
- 〈穿越時空的奧祕〉散文，收入（南一書局版）國小中年級《閱讀小行家》2017
- 〈銀河迷航記〉科幻小說，中國廣播公司改編為廣播劇，1986
- 〈機器人掉眼淚〉科幻小小說，收入國小三年級下（南一書局版） 《國語習作》，2018
- 〈深藍的憂鬰〉〈機器人代死刑〉科幻極短篇，兩篇同時收入南一書局、翰林版國中二年級下學期國文教科書，2020
- 〈黃海「兩岸科幻的本質和差異：《流浪的地球》vs.《地球逃亡》〉 收入《技術高中國文》龍騰文化版，2020
- 《九歌兒童文學讀本》選入〈玻璃獅子〉，徐錦成主編。九歌出版，2018年4月

### 碩博士論文＆相關論述
1. 王洛夫：《論黃海及其科學幻想作品》，台東大學兒童文學研究所，碩士論文，指導教授杜明城，口試委員：張子璋、許建昆、杜明城，2003年8月
2. 黃瑞田：《科學詮釋與幻想──黃海科小說研究》中山大學中文所士論文，指導教授龔顯宗，口試委員林文寶等。已完成。2004年6月。
3. 賴玉敏：《乘著想像的翅膀 少年科幻小說的開路先鋒──黃海專訪》，台東大學兒童文學研究所研究生，頼玉敏專訪。2003年5月《兒童文學學刊》
4. 黃子珊：《黃海兒童科幻小說敘述技巧研究》2006年，台北教育大學碩論
5. 林奕妗：《黃海科幻作品初探》中山大學中文系在職專班碩士論文，2007年6月
6. 張孟楨：《基因複製科技發展下的未來世界—黃海科技小說中的基因科學與省思》2007年6月
7. 劉秀美：《臺灣通俗小說研究─1919-1999》，文化大學中文所博士論文，專章介紹論列張系國、黃海、倪匡作品，2001年。
8. 陳愫儀：《少年科幻版圖初探──1948年以來臺灣地區出之中之篇少年科幻小說研究》，東海大學中文所士論文，1998年。
9. 傅吉毅：《臺灣科幻小說的文化考察 1968-2001》中央大學中文所，碩士論文，指導教授康來新，學位考試委員召集人鄭明娳、委員林文淇、康來新，本論文文末附有2001年1月20日傅吉毅專訪黃海的錄音記錄整理。
10. 陳鵬文：《八０年代台灣科幻小說研究》，中國文化大學中文所碩士論文，2005年6月。
11. 林建光：《大敍述的危機與歷史經驗再現的轉折：試論八零年代臺灣的科幻小說》，單篇論文，中興大學外文系副教授，分論張系國、黃海、黃凡、張大春、平路作品。
12. 林建光：《政治、反政治、後現代：論八零年代臺灣科幻小說》，單篇論文，中興大學外文系副教授，分論張系國、葉言都、黃海、黃凡、張大春、平路等人作品。
13. 蔡尚志：《兒童故事原理》，五南出版社大學用書，1989年10月初版，專章論述介紹黃海的兒童科幻小小說寫作技巧及兩篇作品。
14. 林健群：《晚清科幻小說研究  1904-1911》中正大學中文所碩士論文，1998
15. 趙天儀：〈宇宙意識與科幻世界──試論黃海的科幻小說〉，1999年4月，靜宜大學兒童文學與兒童語言學術研討會，科幻小說列為重要主題，文學院長趙天儀特別撰文。
16. 簡宗梧、周鳳五編著：《現代文學欣賞與創作》，空中大學用書，第八章第八節〈科幻小說〉，引用黃海諸多論點。1987年8月初版。
17. 傅林統：《兒童文學的思想與技巧》，富春出版學術論叢，專章介紹黃海科幻小說《奇異的航行》等書。1990年7月。
18. 台中縣文化局編：《臺灣文學讀本》，作為台中縣國國民中小學的讀本， 黃海的〈機器人掉眼淚〉、〈第三只腳的味道〉入選。2001年6月。
19. 《海洋兒童文學研究》第八期（1985年4月），科幻專輯，註銷科幻小說專輯，以科幻小說和黃海得獎作品《奇異的航行》為討論為重點，收錄林文寶＜試談科幻小說＞、黃海筆談科幻小說各方評介黃海文章。
20. 中國大陸學者黃重添、莊明萱、闕豐齡、徐學、朱雙一合著《臺灣新文學概觀》，第十章第二節「科幻小說」，詳述黃海科幻作品。（1994年3月，新莊：稻禾出版社出版）
21. 日本武田雅哉、林久之：《中國科學幻想文學館》，大修書店，2001年12月出版，介紹臺灣科幻小說作家黃海、張系國、倪匡三人。
22. 大陸：葉永烈編：《中外科學幻想小說欣賞辭典》，列入張系國、黃海、張之傑、倪匡四人。山東濟南，明天出版社，介紹黃海生平及《銀河迷航記》、《天堂鳥》等書。1991年4 月。
23. 大陸：葉永烈編：《中國科幻百年回眸》叢書，黃海《鼠城記》長篇科幻小說入列，1992年。
24. 大陸：葉永烈編《世界科幻名著文庫》叢書，黃海《地球逃亡》入選，安徽少兒社，1992年12月。
25. 日本的中國SF研究會出版《中國SF資料之五‧再生緣》，以黃海作品為專輯，納入〈再生緣〉、〈骨董〉、〈通天樓〉等作品。1992年。
26. 湖南少兒出社出版《中國當代兒童文家小傳》樊發稼主編，黃海入列。 1992年1月，初版。
27. 《中國怪談集》日本「河出書房新社」出版，中野美代子、武田雅哉編選，收入黃海〈行屍記〉，（1992年）此文原載皇冠版《星星的項練》。

## 相關連結
- 九歌文學網：黃海 （页面存档备份，存于）
- 黃海：文學＆科幻(部落格) （页面存档备份，存于）
- 作家黃海的博客 （页面存档备份，存于）
- 「國家圖書館」當代文學影像史料：黃海[永久]
- 國立台灣文學館「台灣作家名錄」：黃海 （页面存档备份，存于）
- 台東大學兒文所：王洛夫《論黃海及其兒少科學幻想作品》碩士論文2003 （页面存档备份，存于）
- 中山大學中文所：黃瑞田《科學詮釋與幻想──黃海科幻小說研究》碩士論文 2004 （页面存档备份，存于）
- 〈機器人掉眼淚〉公共電視改拍電視劇1995 （页面存档备份，存于）
- 〈時空獨行俠：黃海〉影片介紹黃海的創作心路1996 （页面存档备份，存于）
- 靜宜大學中文所：張孟楨《基因複製科技 發展下的未來世界—黃海科技小說中的基因科學與省思》碩士論文2007 （页面存档备份，存于）
- . 秀威出版. 2008. ISBN 978-986-221-030-7 （中文）.